# Barra duomi

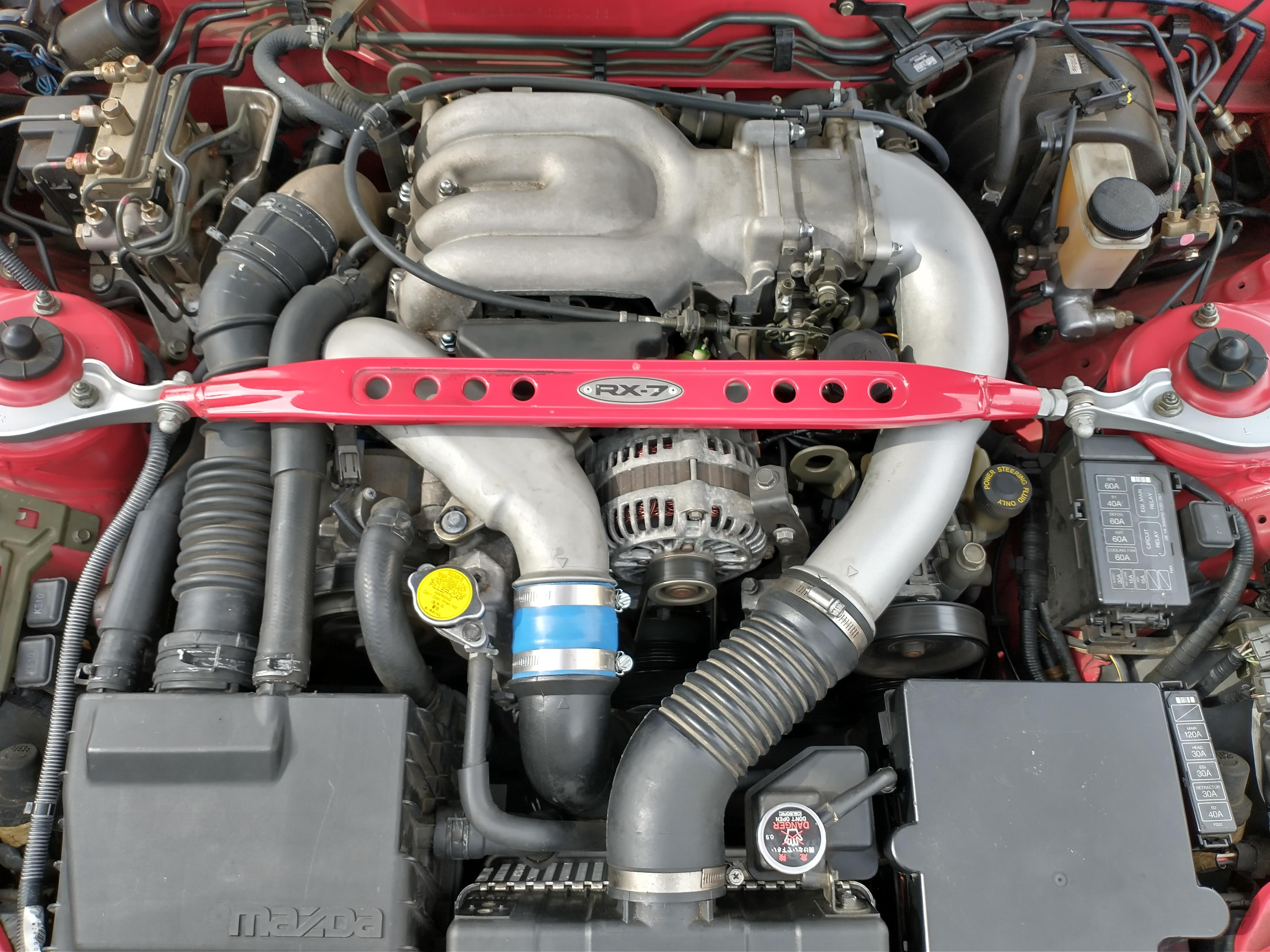
Barra duomi regolabile (rossa)

La barra duomi è un accessorio meccanico che viene utilizzato per migliorare le prestazioni delle automobili in termini di tenuta di strada. 

## Utilizzo

### Vantaggi
La barra duomi consente un collegamento rigido tra i duomi delle sospensioni che permette una maggiore rigidità torsionale della scocca e quindi una maggiore precisione nella guida. Questo accessorio è uno dei preferiti nell'ambito del tuning.
La barra duomi, a seconda dei veicoli, può essere montata anche tra i duomi posteriori, dando ancora di più stabilità torsionale.

### Svantaggi
Questo strumento, però, altera la costituzione strutturale di omologazione del veicolo, modificando i parametri di deformazione in caso di incidente.
Quindi il veicolo potrebbe risultarne più pericoloso per l'incolumità degli occupanti, per il fatto che la struttura irrigidita perde il potere di deformazione strutturale programmato.